# 巨晓林
巨晓林（1962年9月3日—）男，汉族，陕西岐山人，中华人民共和国工人、政治人物。1987年3月参加工作，2008年9月加入中国共产党。

## 生平
出生于陕西省岐山县祝家庄镇杜城村谢家坡组。1987年3月成为铁道部电化局一处三段二队接触网工(农民工)。后担任中铁电气化局第一工程有限公司接触网第六工程段职工、班组技术员。先后参加了北同蒲线、鹰厦线、大秦线、京郑线、哈大线、迁曹线、京沪线等十几条国家重点电气化铁路工程的施工。他主编《接触网施工经验和方法》，被作为工具书配发一线工人。北京市政府授予他“北京市劳动模范”，中华全国总工会授予他“全国五一劳动奖章”。2012年当选中共十八大代表。
在中铁电气化局集团第一工程有限公司接触网六段高级技师任上，2014年11月28日，北京市第十四届人大常委会第十五次会议补选为第十二届全国人民代表大会代表。
2015年4月，他被评为全国劳动模范和先进工作者。2016年1月，中华全国总工会第十六届执行委员会第四次全体会议上，被选举为中华全国总工会副主席（兼职），是第一位普通农民工当选全总副主席。2018年10月25日，中华全国总工会第十七届执行委员会召开第一次全体会议，选举全总十七届执委会主席、副主席和主席团委员，他当选为全总副主席。